# Вараксино (Кировская область)
 Вараксино  — опустевшая деревня в Лебяжском районе Кировской области.

## География
Расположена на расстоянии примерно 24 км на юг-юго-запад от райцентра поселка  Лебяжье.

## История
Была известна с 1891 года, в 1905 года здесь (Малая Песемерь или Вараксин) было учтено дворов 19 и жителей 153, в 1926 (Вараксино или Мандачи, Малая Песемерь) 30 и 162, в 1950 24 и 76, в 1989 оставалось 9 жителей. В период 2006-2020 годов входила в состав Лажского сельского поселения до упразднения последнего.

## Население
Постоянное население составляло 2 человека (русские 100%) в 2002 году, 0 в 2010.